# O2 Surftown Muc

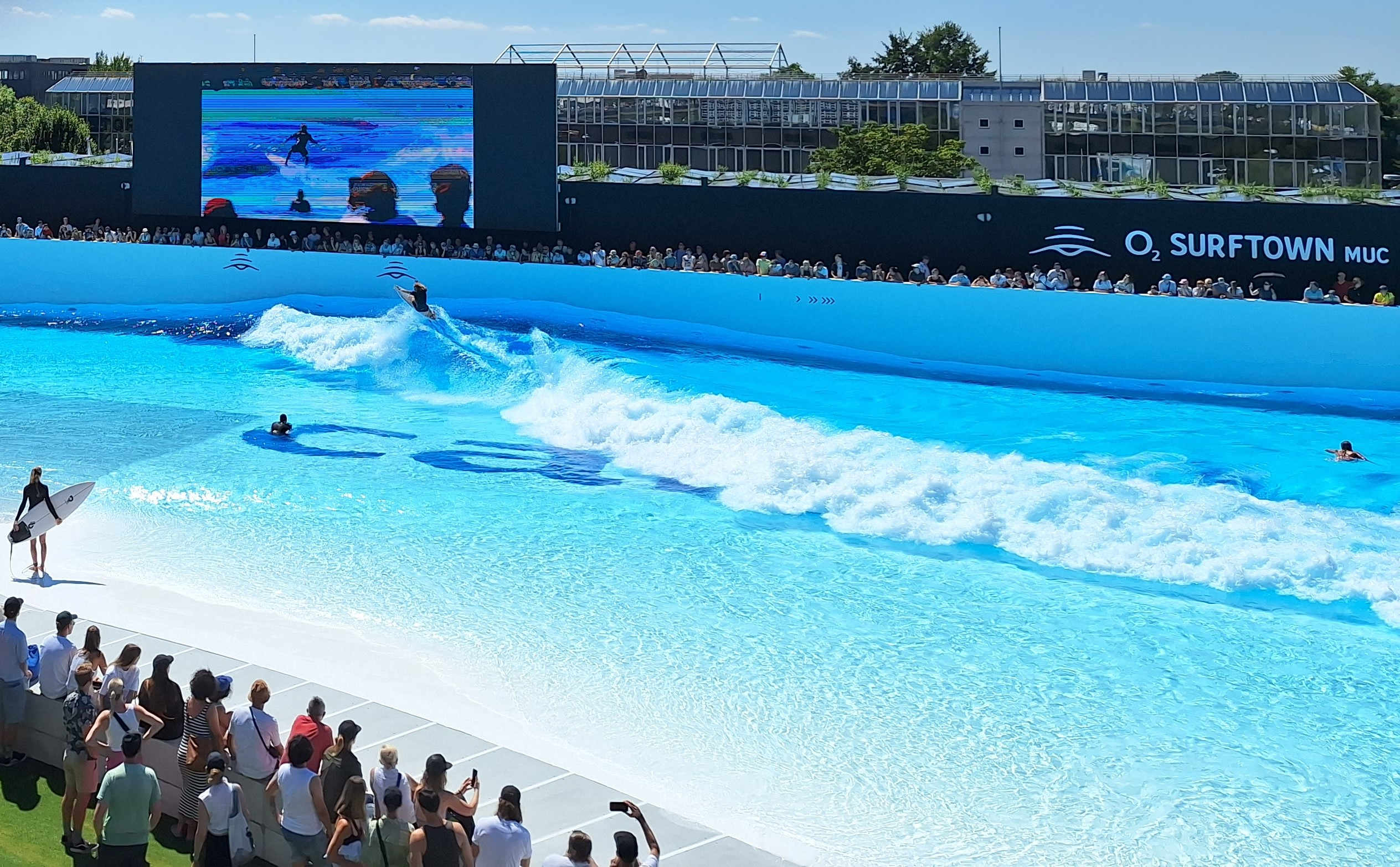
O2 Surftown MUC beim Eröffnungstag am 11. August 2024

Die O2 Surftown Muc (Eigenschreibweise O2 SURFTOWN MUC) ist ein Surfpark fürs Wellenreiten in Hallbergmoos, nahe dem Flughafen München, der am 10. August 2024 eröffnet wurde. Die Wasseroberfläche beträgt 10.000 Quadratmeter bei einer Länge von 180 Metern und einer maximalen Wassertiefe von 2,65 Metern, die zum Beckenrand hin abnimmt. Neben dem Pool soll es eine Surfskate-Rampe, einen Outdoor-Fitness-Bereich, einen Kinderspielplatz, einen Strandbereich mit Liegeflächen sowie ein Restaurant geben. Erzeugt werden sollen die künstlichen Wellen durch ein pneumatisches Kammersystem, das den Überdruck in Wellenenergie umwandelt und Wellen von 30 cm bis über zwei Meter Höhe generieren kann. Das Wasserbecken wird nicht beheizt.
Der Surfpark ist offizielle Trainingsstätte des Deutschen Wellenreitverbands. Bis zu 60 Sportlerinnen und Sportler werden im Surfpool gleichzeitig Platz finden, der das ganze Jahr über geöffnet sein soll. Die Anlage bietet laut Betreiber die größte künstliche Welle in Europa mit einer Länge von über 18 Sekunden und bis zu 2 Metern Höhe. Die Wellen sind individuell konfigurierbar und bieten konstante, "klinisch reine" Bedingungen, was sie von natürlichen Surf-Bedingungen im Meer unterscheidet und sie zu einem idealen Ort für professionelle Trainings und Wettkämpfe macht. Im Vergleich zu natürlichen Bedingungen, die von Wind und Strömungen beeinflusst werden, können Wellen präzise auf die Bedürfnisse verschiedener Disziplinen wie Longboard oder Shortboard eingestellt werden. Dies erleichtert die Organisation von Wettkämpfen und verbessert die Chancengleichheit für Athletinnen und Athleten.
Im Oktober 2024 war die o2 SURFTOWN MUC Austragungsort der Deutschen Surf-Meisterschaften 2024, organisiert vom Deutschen Wellenreitverband, bei denen über 100 Athletinnen und Athleten aus Deutschland ihr Können unter Beweis stellten, während 10.000 Gäste das Event vor Ort verfolgten. Dies war das erste Mal, dass die Meisterschaft nach 28 Jahren auf deutschem Boden ausgetragen wurde. Die Anlage ist außerdem der erste Standort in Deutschland, an dem Surfen auf einer künstlichen, laufenden Welle stattfindet, was sie zu einem Vorreiter in der europäischen Surf-Szene macht.

## Umwelt- und Klimaschutz
Die Anlage soll mit 100 % Ökostrom betrieben werden, wobei bis zu 80 % aus eigenen Solarpaneelen und einem nahen Solarpark stammen sollen. Heiz- und Kühlenergie wird durch Geothermie an Wärmepumpen bereitgestellt. Geworben wird damit, dass keinerlei Nutzung fossiler Brennstoffe stattfindet. Die Wasserversorgung ist aus Grund- und Regenwasser geplant und soll in einem Kreislaufsystem mit spezieller Aufbereitungsanlage zirkulieren.

## Münchener Surfgeschichte
Die Eröffnung der o2 SURFTOWN MUC knüpft an die jahrzehntelange Tradition des Surfens in München an. Bereits seit den 1980er-Jahren ist der Eisbach ein Zentrum der Surfszene im Flusssurfen, das international Aufmerksamkeit auf sich zieht. Die neue Anlage baut auf dieser Geschichte auf und erweitert das Angebot um eine Welle, die ähnlich wie im Meer funktioniert, und somit neue Möglichkeiten für Training und Wettkämpfe eröffnet. Die Surftown wird von der Münchner Surfszene als natürliche Erweiterung der Eisbach-Kultur wahrgenommen. Laut Red Bull sei sie "nicht nur eine Anlage, sondern eine Bewegung", die den Surfsport in Deutschland auf eine neue Ebene hebt und eine Brücke zwischen städtischer und natürlicher Surferfahrung schlägt.

## Gründung und Besitzverhältnisse
Betrieben wird die Anlage von der Surftown GmbH. Der erste Surfpark in Deutschland wurde von Chris Boehm-Tettelbach initiiert, der als CEO der Surftown GmbH fungiert. Zusammen mit den Mitgründern Jonas Boehm-Tettelbach und Michael Mohr hat er die Entwicklung und den Bau der O₂ SURFTOWN MUC vorangetrieben. Das Projekt, das insgesamt 45 Millionen Euro kostete, gilt als technisches Vorzeigeprojekt im Wassersportbereich. Die langfristige Vision der Gründer ist es, weltweit weitere Surfparks nach diesem Vorbild zu eröffnen.